# Science Commons
Science Commons (SC) – projekt Creative Commons mający na celu przyspieszenie i ułatwienie badań naukowych. Jego celem jest identyfikacja i usunięcie przeszkód prawnych oraz organizacyjnych utrudniających wymianę informacji i wprowadzenie danych do obiegu naukowego.
Siedziba Science Commons mieści się na MIT Computer Science and Artificial Intelligence Laboratory w Massachusetts Institute of Technology w Cambridge, Massachusetts.